# Dekanija Kočevje
Dekanija Kočevje je rimskokatoliška dekanija, ki spada pod okrilje škofije Novo mesto. 

## Župnije
- Župnija Banja Loka
- Župnija Fara pri Kočevju
- Župnija Hinje
- Župnija Kočevje
- Župnija Kočevska Reka
- Župnija Mozelj
- Župnija Osilnica
- Župnija Stara Cerkev